# Dansktop
Dansktop er en dansk musikalsk genrebetegnelse, som relaterer sig direkte til radiohitlisten Dansktoppen. Dansktop bruges i dag som betegnelse for forskellige former for dansksproget populærmusik, der musikalsk især trækker på den tyske schlager- og volkstümliche musiktradition og den svenske dansbandtradition. Historisk set har dansktop nærmest været synonymt med praksisen at lave danske tekster til udenlandske melodier.
Begrebet "dansktop" er blevet anvendt som genrebegreb siden oprettelsen af Dansktoppen i 1968, men det var først efter en relancering af radioprogrammet Dansktoppen i 1993, at begrebet for alvor blev fikseret. Indtil da brugte man primært begreberne "slager" eller "popmusik", når man skulle beskrive musik og kunstnere, som i dag placeres under dansktop.
Den almindelige praksis har været, at en danske kunstner eller musikagent køber rettighederne til en udenlandsk melodi (frem for at komponere selv) og derefter skriver eller får skrevet en dansk tekst, der ofte bygger direkte på den udenlandske – oftest tyske eller svenske – tekst. Hovedkilden til disse rettighedssalg er den svenske komponist og musikforlægger Stikkan Anderson. Det betyder, at mange af de sange, der normalt bliver opfattet som danske, oprindeligt findes på andre sprog.

## Historisk udvikling
Begrebet dansktop indtræder i sproget ved Dansktoppens oprettelse i 1968. Programmet var direkte inspireret af Svensktoppen, som havde været sendt af Sveriges Radio siden 1962. På svensk grund fik dette program stor betydning for den svensksprogede populærmusik op gennem 1960'erne, og begrebet "svensktopp" har derfor været kendt siden 1962. Op gennem 1960'erne blev musikken, som blev spillet på Svensktoppen, primært beskrevet som "svensktopsmusik" eller "schlager", mens "pop" fra 1963/64 primært blev brugt som betegnelse for den engelsksprogede ungdomsmusik. Svensktoppen var fra starten domineret af svensksprogede versioner af udenlandske sange, og generelt var der i høj grade tale om en videreførelse af 1950'ernes praksisser og musiktraditioner.
I Danmark brugte man primært begreberne "slager" og "refræn" om tidens populære toner frem til slutningen af 1950'erne, hvor begrebet "popmusik" blev introduceret. I løbet af 1961 og 1962 afløste popbegrebet stort set de tidligere begreber i forbindelse med en række debatter om populærmusik, blandt andet i forbindelse med oprettelsen af P3 ved årsskiftet 1962/1963. I modsætning til i Sverige blev popbegrebet brugt om både det gamle, oversættelserne og refræn- og slagertraditionen fra 1950'erne, og det nye, pigtrådsmusik, beat osv.
I løbet af perioden fra 1962 til 1968 overtog svenske musikforlag og pladeselskaber stort set det skandinaviske marked. Takket være Svensktoppen kunne man blive ved med at opkøbe rettigheder til udenlandske sange, fordi de efterfølges kunne afsættes. I Danmark var der derimod ikke mange muligheder for at få dansksproget populærmusik promoveret bredt, og de danske indspilninger, som blev hits fra 1962 til 1968 havde stort set alle relation til Sverige, enten direkte eller stilistisk.

### 1968-1977
Med Dansktoppens oprettelse på P1 i 1968 var der en ugentlig platform for den dansksprogede populærmusik, og fra starten dominerede oversættelserne. Rettighederne ejede svenskerne for det meste, og ofte oversatte man de svenske udgaver i stedet for de udenlandske originaler, da det var meget nemmere. I den første udgave af Dansktoppen, som blev sendt 1. september 1968, var tretten af femten sange af udenlandsk oprindelse. Geografisk kom sangene fra seks forskellige lande. Dette afspejler, at musikudvalget i programmet fra starten var ret bredt i stilistisk henseende.
|    |                             |                    | \| \| \| \| \| \| \| \| # \| DANSK TITEL \| KUNSTNER \| ORIGINAL TITEL \| OPRINDELSE \| OPRINDELIGT UDGIVELSESÅR \| \| 1 \| Vi skal gå hånd i hånd \| Keld & The Donkeys \| DUNJA DU \| TYSKLAND/SVERIGE \| 1966 \| \| 2 \| HUN ER 16 ÅR I DAG \| Grethe Ingmann \| Happy birthday sweet sixteen \| USA/Sverige \| 1961 \| \| 3 \| Lille sommerfugl \| Bjørn Tidmand \| Danmark \| 1921 \| \| \| 4 \| BOINK \| QUACKS \| SAUDADA DA BAHIA \| BRASILIEN \| 1957 \| \| 5 \| Gid du var i Skanderborg \| Dorthe Kollo \| WÄRST DU DOCH IN DÜSSELDORF GEBLIEBEN \| TYSKLAND \| 1968 \| \| 6 \| EN SOMMERBLOMST \| Johnny Reimar \| \| Danmark \| 1968 \| \| 7 \| MASTER JACK \| ANN THOLSTED \| MASTER JACK \| USA \| 1968 \| \| 8 \| KOM KOM KOM \| ANETTE \| KOMM ALLEIN \| TYSKLAND \| 1968 \| \| 9 \| DU OG JEG \| Bjørn & Okay \| DU OCH JAG \| Sverige \| 1940 \| \| 10 \| LYKKEN ER \| Blue Boys \| HAPPINESS IS \| USA \| 1965 \| \| \| GEM DIN LYKKE TIL I MORGEN \| ANN LOUISE HANSSON \| MORGEN SEHEN WIR UNS WIEDER \| TYSKLAND/SVERIGE \| 1967 \| \| \| SIG MIG DIT NAVN \| STEN NIELSSON \| TAG MIG I FAMN \| SVERIGE \| 1968 \| \| \| TRE SMÅ ORD \| Sys Gregers \| TRE SMÅ ORD OCH JAG FÖRLÅTER \| SVERIGE \| 1967 \| \| \| Smil, så smiler verden igen \| Poul Bundgaard \| PARLAMI D'AMORE MARIÙ \| ITALIEN \| 1932 \| \| \| KÆRE \| Gustav Winckler \| HONEY \| USA/SVERIGE \| 1968 \| Efterhånden tegnede der sig dog konturerne af en genre, blandt andet fordi det blev sværere/dyrere at få lov til at at lave danske versioner af de store samtidige internationale hits. De engelske og amerikanske sange, som blev oversat til dansk, var derfor oftest enten ældre kompositioner, country eller andre sange, som af forskellige grunde var billige. Af samme grund var der relativt flere sange fra andre lande og sprogområder end i andre radioprogrammer, og dette prægede programmets stilistiske præg. I 1974 blev reglerne på Svensktoppen ændret, således at der fra da af kun kunne komme svenske kompositioner på denne hitliste. Det var blandt andet en reaktion på Stikkan Andersons store dominans på det svenske marked. Konsekvensen blev, at dansbandorkestrene tog over. Dette forstærkede de genremæssige formationer, også på Dansktoppen. Da programmet Dansktoppen lukkede i 1977, var de mindre etablerede af de musikere, som indtil da havde haft fokus på Dansktoppen, nødt til at finde andre platforme end radioen. Også pladeselskabernes interesse for denne musik dalede efter lukningen. Derfor opstod et nyt marked og en ny distributionsform omkring kassettebåndsudgivelser med musikselskaber som Netto music og salg primært på tankstationer. Musikerne tjente næsten intet på disse billige kassettebånd, men til gengæld fungerede de som promovering, der kunne skaffe engagementer. De små budgetter påvirkede også lyden, idet dyre studiemusikere (strygere og blæsere) ofte blev erstattet af synthesizere. Hovedcenteret for denne musikproduktion og distribution lå i Jylland. Med lokalradioernes fremkomst fra 1983 fik dansktopmusikken igen sine platforme. Musikere som Richard Ragnvald, Jodle Birge og Lis & Per fik deres gennembrud via lokalradioerne, som i modsætning til DR gerne spillede kassettebånd. Dansktoppen genopstod også som radiohitliste på lokalradioerne, og med den udvikling blev dansktopbegrebet revitaliseret. I slutningen af 1980'erne opstod der desuden en dansktopgenopblomstring. Orkestret Sweethearts begyndte at optræde med de ganle "dansksange", primært fra 1968 til 1977, men også tidligere kompositioner, og fra 1990 til 1992 var de gamle "dansktopsange" central indhold i børneudsendelsen Bullerfnis. På baggrund konkurrencen fra lokalradioerne genåbnede DR Dansktoppen i 1991. Den lukkede dog igen allerede i juni 1992, angiveligt fordi den musikalske profil var meget blandet. Da programmet Dansktoppen blev relanceret i 1993 (efter en kort eksistens uden klar musikalsk profil i 1991-92), var det nu med det erklærede mål at spille musik i "dansktopstil". Det betød, at der blev udkrystalliseret en egentlig stilart, nemlig musik, der trækker på enten svensk dansbandmusik eller den tyske schlagertradition. Dette bestyrkedes af en lang række CD-udgivelser i de følgende år, der benyttede ordet "Dansktop" med tilbagevirkende kraft. - Bamses Venner - Birgit Lystager - Birthe Kjær - Bjørn & Okay - Dorthe Kollo - Fede Finn og Funny Boyz - Jacob Haugaard - Jodle Birge - John Mogensen - Johnny Reimar - Kandis - Keld Heick - Kim & Hallo - Kirsten & Søren - Klaus & Servants - Lis & Per - Richard Ragnvald - Susanne Lana - Tommy Seebach 1. 2. 3. 4. |                  |                          |
|    |                             |                    | |                  |                          |
| #  | DANSK TITEL                 | KUNSTNER           | ORIGINAL TITEL | OPRINDELSE       | OPRINDELIGT UDGIVELSESÅR |
| 1  | Vi skal gå hånd i hånd      | Keld & The Donkeys | DUNJA DU | TYSKLAND/SVERIGE | 1966                     |
| 2  | HUN ER 16 ÅR I DAG          | Grethe Ingmann     | Happy birthday sweet sixteen | USA/Sverige      | 1961                     |
| 3  | Lille sommerfugl            | Bjørn Tidmand      | Danmark | 1921             |                          |
| 4  | BOINK                       | QUACKS             | SAUDADA DA BAHIA | BRASILIEN        | 1957                     |
| 5  | Gid du var i Skanderborg    | Dorthe Kollo       | WÄRST DU DOCH IN DÜSSELDORF GEBLIEBEN | TYSKLAND         | 1968                     |
| 6  | EN SOMMERBLOMST             | Johnny Reimar      | | Danmark          | 1968                     |
| 7  | MASTER JACK                 | ANN THOLSTED       | MASTER JACK | USA              | 1968                     |
| 8  | KOM KOM KOM                 | ANETTE             | KOMM ALLEIN | TYSKLAND         | 1968                     |
| 9  | DU OG JEG                   | Bjørn & Okay       | DU OCH JAG | Sverige          | 1940                     |
| 10 | LYKKEN ER                   | Blue Boys          | HAPPINESS IS | USA              | 1965                     |
|    | GEM DIN LYKKE TIL I MORGEN  | ANN LOUISE HANSSON | MORGEN SEHEN WIR UNS WIEDER | TYSKLAND/SVERIGE | 1967                     |
|    | SIG MIG DIT NAVN            | STEN NIELSSON      | TAG MIG I FAMN | SVERIGE          | 1968                     |
|    | TRE SMÅ ORD                 | Sys Gregers        | TRE SMÅ ORD OCH JAG FÖRLÅTER | SVERIGE          | 1967                     |
|    | Smil, så smiler verden igen | Poul Bundgaard     | PARLAMI D'AMORE MARIÙ | ITALIEN          | 1932                     |
|    | KÆRE                        | Gustav Winckler    | HONEY | USA/SVERIGE      | 1968                     |